# Ayotla
Ayotla es una comunidad mexicana ubicada en el municipio de Ixtapaluca, en el Estado de México, a una distancia de 98 kilómetros de la capital Toluca y a unos 25 kilómetros de la Ciudad de México. Se localiza al poniente con Tlapacoya y Tlalpizáhuac al norte, con el municipio de La Paz; al sur, con Chalco, y dentro de Ixtapaluca, al oriente y poniente, con Tlapacoya y Tlalpizahuac, que son otras dos comunidades del mismo municipio. El gentilicio es ayotlense.

## Etimología y jeroglífico
El término Ayotla proviene del idioma náhuatl: se compone de ayotl, "tortuga", y -tla, sufijo que expresa abundancia, es decir, “(Lugar) donde hay muchas tortugas”. El jeroglífico de esta entidad incluye la imagen de una tortuga, lo que alude a la abundancia de esa especie en la zona en el pasado.

## Vegetación, cultivos
Existía abundancia de maíz, nopales, pinos, quintoniles, verdolagas y otros. A mediados del siglo XX, Ayotla fue tierra de agricultura donde principalmente se sembraba maíz, calabaza, frijol y haba. Con el paso del tiempo y como comunidad de paso y cercana a la capital de la república, fue urbanizándose.

## Fiestas y tradiciones
En esta localidad se festejan tres fiestas patronales: la llegada de la Virgen del Rosario (fecha variable, ya que es un fin de semana anterior al Miércoles de Ceniza), el 28 de octubre, día de San Judas Tadeo, y el 7 de octubre, el día de la Virgen del Rosario. Se dice que hace mucho tiempo solo se festejaba a San Judas Tadeo; pero en una peregrinación en la que la Virgen del Rosario y sus feligreses descansaron en la iglesia, la virgen se puso excesivamente pesada, por lo que no pudieron llevársela, y desde ese entonces se dice que la virgen no quiso irse de Ayotla y que, año con año se festeja la imagen que ahora se encuentra en la parroquia. Por lo tanto, San Judas Tadeo se celebra el 28 de octubre, lo que coincide con la fiesta de la Virgen del Rosario (7 de octubre), y por ello los ayotlenses extienden su celebración todo el mes.
parte de las fiestas patronales ya mencionadas, también, en Ayotla se llevan a cabo las fiestas de 1 y 2 de noviembre, día de muertos.
En las fiestas, los niños y los adultos se disfrazan para ir a pedir dulces y, ya entrada la noche, se realiza una recorrido en la que va la banda de música y llevan un ataúd de madera, dentro del cual se introduce una persona y es llevada por las calles del pueblo en procesión. También en Semana Santa se hace la representación de la Pasión de Cristo, desde el Domingo de Ramos hasta el Domingo de Resurrección, celebración que culmina con la quema de fuegos pirotécnicos.
Igualmente, los primeros dos domingos de marzo se lleva a cabo el carnaval del fraccionamiento José de la Mora, y los habitantes y vecinos de colonias cercanas se disfrazan para conmemorar la llegada de la primavera. Esta tradición se ha caracterizado no solo por el colorido del evento, sino por la variedad de disfraces y la creatividad de los concursantes, por ser los ganadores del primer premio al mejor disfraz.
Al inicio de la Semana Santa, se realizan los carnavales. La fiesta adquirió el nombre de carnaval, y su motivo principal está en el hecho de despedirse de comer carne y de llevar una vida silenciosa durante el tiempo de cuaresma.
Eran tres días de celebración a lo grande, en la que casi todo estaba permitido, de donde se explica el hecho de usar disfraz, de taparse el rostro y de salvaguardar el anonimato. Hoy en día, muchas personas celebran y disfrutan en todo el planeta. Son días de baile, de disfraces y de mucha diversión.

## Historia

### Arqueología
Es una de las comunidades que existe desde la época prehispánica, y cabe mencionar que en sus cercanías existen diferentes rastros de zonas arqueológicas; en el territorio de Tlalpizahuac y de Tlapacoya, se encuentra un basamento piramidal conocido monte legendario. En ayotla en los años noventa se encontraron varias pirámides cerca del centro del pueblo los cuales no han sido clasificados, la pirámide cerca de la actual delegación tampoco. La influencia cultural que predominó en la zona antes de la llegada de los españoles fue la de las culturas olmeca, chichimeca y Mexica, además de los intercambios con sus vecinos chalcas.

### Década de 1860
Durante la década de 1860, Ayotla fue cabecera municipal por decreto de la legislatura del estado, y el gobernador era Quirino Vázquez Guerrero; durante la independencia, surgió en Ayotla un brote insurgente, encabezado por el alcalde, Antonio Apolinar ya qué fue gran presidente

### Maximiliano y Carlota
Cuenta la historia que el emperador Maximiliano se despidió de su esposa Carlota en este pueblo, y que Carlota, luego de pernoctar en una posada, salió con rumbo a Veracruz, y de este puerto hacia Europa. También es un dato histórico que el primer director del Conservatorio Nacional de Música, el maestro Agustín Caballero, nació en Ayotla.[cita requerida]

### Iglesia y ferrocarril interoceánico
En 1875, se fundó la iglesia que está ubicada en la localidad. En 1932, en Ayotla se encontraba la estación del ferrocarril interoceánico, que contaba con oficina local de correos y oficina telegráfica.

### Construcción de la escuela secundaria Emiliano Zapata n.º 13
Un hecho importante que recuerda con orgullo la comunidad de Ayotla tuvo lugar en la década de 1960, cuando empezó la inquietud de la comunidad por construir una escuela secundaria; en esa época, no había ninguna en el municipio, la única era la escuela "7 de Enero". En ese tiempo, la directiva estaba presidida por Miguel Fragoso, José Buendía, Ernesto Valdez, José Velázquez y Cayetano Bueno, quien posteriormente fue obligado a pagar, por un desfalco, al ejido en compañía de uno de sus colaboradores. Solicitaron ayuda al CAPFCE, que aceptó proporcionar el material para su construcción en aproximadamente un año y medio. La escuela tiene tres hectáreas de terreno, donadas por la parcela escolar de la Escuela Primaria "Rafael Ramírez" y por el ejido. La escuela fue inaugurada el 7 de enero de 1968 por tres integrantes del "Escuadrón 201", que participaron en la Segunda Guerra Mundial, y por el señor Solares, en representación de la Secretaría de Educación Pública. El primer director de la secundaria fue Francisco Peñaloza. Pueblo y ejido de su mismo nombre, ejido certificado en el programa PROCEDE, en el trienio del 2004 al 2007, siendo del Comité Ejidal, los c.c. Manuel Tapia Meza. Irma García Contreras, Alberto López Hernández, del Consejo de Vigilancia, los c.c. Guillermo Mireles Martínez, Martín Cabrera y Daniel Trujillo Torres, dando la certeza jurídica de las tierras al ejido.

### Fábrica textil; centro comercial; cine
Se suscitó un movimiento obrero que tuvo trascendencia a nivel nacional, en la fábrica de hilados y tejidos Ayotla Textil, S.A.; puesta en servicio en 1947 e inaugurada oficialmente por el presidente Adolfo Ruiz Cortines, siguió siendo fuente de empleo de la región hasta hace unos años; en la actualidad, en gran parte de sus instalaciones se construyó un centro comercial (Patio Ayotla), dentro del cual se localiza un cine Cinépolis. Por la década de 1960 funcionaba un cine, que era el principal recinto cultural y donde se proyectaban filmes mexicanos de esa época.

### Actividades deportivas
En el ámbito deportivo, Ayotla cuenta con un espacio deportivo, creado posterior al desarrollo de unidades habitacionales, como forma de atracción hacia los inmigrantes y cumplir con espacios de recreación, constaba de tres campos de fútbol amateur, un espacio para frontenis, tres canchas de baloncesto. Además, cuenta con un gimnasio polivalente.

### Carretera
La carretera libre que corre de la Ciudad de México a Puebla es la principal vía de comunicación y cruza la comunidad a todo lo largo.
- Datos: Q5714729